# Georg Lörner
Georg Lörner (ur. 17 stycznia 1899 Monachium, zm. 21 kwietnia 1959 w Rastatt) – Gruppenführer oraz zbrodniarz nazistowski.

## Życiorys
W czasie wojny szef Amtsgruppe B w ramach SS-WVHA. W 1943 roku przeszedł do nowo powstałych zakładów Ostindustrie GmbH koło Lublina, gdzie zajmowano się grabionym żydowskim mieniem i wykorzystywaniem Żydów do niewolniczej pracy.
Po wojnie skazany na karę śmierci w procesie Pohla. W 1951 roku karę zamieniono na 15 lat więzienia. Ostatecznie wypuszczony na wolność w 1954 roku.